# La Première (Francia)
La Première es una red de radiodifusión compuesta por Radio y Televisión que opera en los departamentos de ultramar y dependencias de Francia localizados por todo el mundo.
La red de radiodifusión La 1re incluye:
- Servicios de Televisión y radio bajo la siguiente marca [nombre del departamento o dependencia] seguido de La 1re

- France Ô – es un canal por satélite que ofrece programación de todas las Outre-Mer 1re; producidos principalmente para ser difundidos en la Francia Metropolitana, también está disponible en los territorios de ultramar y se encuentra disponible en la TDT.

- Radio La 1ère se encuentra disponible solo en los departamentos de ultramar y dependencias de Francia y en Internet en la página web www.la1ere.fr. Los contenidos varían dependiendo que radio estás escuchando o dependiendo el departamento o dependencia desde dónde lo veas de igual forma que en France 3 se emiten boletines informativos regionales u otros programas.

La 1re también ofrece de forma gratuita televisión en streaming por internet de igual forma que la radio. La televisión emite en la web solo para los departamentos o territorios.

## Historia
El servicio fue establecido en 1954 como Radiodiffusion de la France Outre-Mer (RFOM). Un año más tarde fue renombrado a Société de radiodiffusion de la France d'outre-mer (SORAFOM).                    
Este fue reemplazado en 1964 y seguidamente fue creada la Office de Radiodiffusion Télévision Française, por la Office de coopération radiophonique (OCORA). 
En agosto de 1974, OCORA llegó a ser una parte de la remodelada FR3: una red de estaciones regionales de televisión en la Francia metropolitana. Las operaciones en el exterior de FR3 fueron conocidas como FR3 DOM-TOM y a diferencia de la Francia metropolitana se encargaba de la televisión y la radio.              
En diciembre de 1982 las operaciones de radiodifusión de ultramar francesas fueron separadas de FR3 y se fundó una nueva organización llamada Société de Radiodiffusion et de télévision Française pour l'Outre-mer (RFO).      
En julio de 2004 Réseau France Outre-mer (RFO) fue absorbido dentro de la corporación de televisión pública France Télévisions. Tras esta integración, el 25 de febrero de 2005, la cadena RFO Sat pasó a llamarse France Ô. France Ô se incorporó a la TDT, primero en la región de Île-de-France el 24 de septiembre de 2007, y luego en toda Francia el 8 de junio de 2010. RFO también tiene una nueva identidad visual al estilo de France Télévisions. 
El 30 de noviembre de 2010, el red de ultramar francesa pasó a denominarse Réseau Outre-Mer 1re, al mismo tiempo que el lanzamiento de la TDT en Francia de ultramar. La empresa fue elegida por la CSA para ser el operador del múltiplex ROM 1 de la TDT en ultramar, emitiendo los canales de France Télévisions, Arte y France 24. El segundo canal analógico, Tempo, se detuvo entonces.
En enero de 2018, la cadena Première pasó a llamarse La Première, tras una mediación con el grupo M6, que veía un riesgo de confusión entre Paris Première y los canales de la cadena pública de ultramar para los espectadores.

## Organización

### Dirigentes
Société de radiodiffusion de la France d'Outre-Mer (SORAFOM) 

Presidentes :
- Pierre Schaeffer : 1955-30/09/1957
- Robert Pontillon : 01/10/1957-1962

Office de coopération radiophonique (OCORA)

Director general :
- Robert Pontillon : 1962-1964
- François Cardin : 1962-1969

Société de radiodiffusion et de télévision française pour l'Outre-mer (RFO)

Presidentes :
- René Mahé : 31/12/1982-1985
- Jacques Vistel : 1985-1986
- Jean-Claude Michaud : 1986-1989
- François Gicquel : 1989-1994
- Gérard Belorgey : 1994-06/1997
- Jean-Marie Cavada : 06/1997-30/11/1998
- André-Michel Besse : 30/11/1998-31/12/1998

Directores generales :
- Noel SANVITI : 1985/1989
- Alain Quintrie : 1989 (RFO)

Réseau France Outre-mer (RFO)

Presidentes :
- André-Michel Besse : 01/01/1999-08/07/2004

Directores generales :
- François Guilbeau]: desde el 9 de julio de 2004 a diciembre de 2007
- Yves Garnier : enero de 2008

Outre-Mer re

Director :
- Claude Esclatine : desde el 30 de noviembre de 2010 al 24 de febrero de 2013
- Michel Kops : desde el 25 de febrero de 2013

### Capital
El capital de la sociedad nacional de Radiodifusión y de la Televisión Francesa para ultramar fue aportado en su creación en un 47,5 % por la sociedad nacional FR3, un 40 % por el estado francés y un 12,5 % por la sociedad Radio France
La ley del 9 de julio de 2004 transfirió el 100 % del capital al grupo France Televisions SA.

## Programación

### Series
- Bella y Bestia
- Black Sails
- Boss
- Breakout Kings
- Broadchurch
- Castle
- Crisis
- Crossbones
- Damages
- Devious Maids
- Elementary
- Empire
- Ladrón de guante blanco
- Sin Rastro
- Gang Related
- Glee
- Gracepoint
- Hell on Wheels
- Homeland
- How I Met Your Mother
- K-Ville
- Léa Parker
- Legends
- CSI: Crime Scene Investigation
- Padre de familia
- Line of Duty
- Low Winter Sun
- Luther
- Mad Men
- Modern Family
- Once Upon a Time
- Plus belle la vie
- Police District
- Private Practice
- Sleepy Hollow
- The Wire
- Cazatesoros
- Terra Nova
- The Americans
- The Blacklist
- The Bridge
- The Code
- The Finder
- The Killing
- The Knick
- Touch

#### telenovelas
- Corazón valiente
- Triunfo del amor
- Mar de amor
- En otra piel
- Avenida Brasil